# Hornissengift

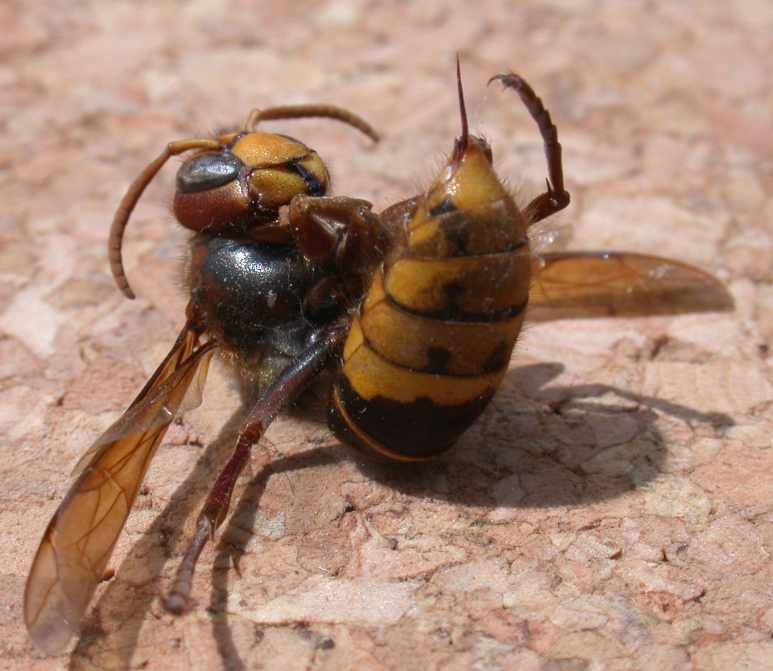
Hornisse mit ausgestrecktem Stachel

Hornissengift ist das Gift der Hornissen (nachstehend im Wesentlichen bezogen auf die Art Vespa crabro). Es enthält biogene Amine, Peptide und Enzyme und ist weniger giftig als Bienengift.
So wird die mittlere letale Dosis als jene Dosis, an der die Hälfte der Versuchstiere (Mäuse) stirbt, bei Hornissengift mit 10 bis 90 mg pro kg Körpergewicht, bei Honigbienen mit 2,8 bis 6 mg pro kg Körpergewicht angegeben. Dies macht klar, dass anekdotische Berichte über extreme Stichverletzungen bei Tieren und Menschen und der alte Merksatz „Drei Hornissenstiche töten einen Menschen und sieben ein Pferd“ nicht zutreffen. Die Hornisse hat durch ihre Körpergröße zwar einen entsprechend größeren Giftblaseninhalt als beispielsweise die Honigbiene, dafür hat das Gift aber eine geringere Wirksamkeit. Letztendlich sind Stiche von Wespen, Hornissen, Bienen und auch Hummeln in etwa gleich wirksam, allerdings nicht gleich schmerzhaft. Dies gilt allerdings nicht unbedingt bei einer Allergie, da die Zusammensetzung der Gifte der einzelnen Tierarten unterschiedlich ist, siehe auch Insektengiftallergie und Insektenstich.

## Zusammensetzung
Das Gift der Hornissen ist ein Gemisch aus verschiedenen Verbindungen. Es setzt sich aus biogenen Aminen, Peptiden und Enzymen zusammen. Daneben wurden im Gift der Europäischen Hornisse eine Reihe von Semiterpenoid-Estern identifiziert, die in Insekten einzigartig sind. Darunter sind unter anderem Isoamylacetat und 3-Methyl-1-butanol, Citronellylacetat und Isoamylisovalerat.

### Biogene Amine
Nachgewiesen wurden Histamin, Serotonin, 5-Hydroxytryptamin, Histamin und Acetylcholin, letzteres mit einem Anteil von 5 Prozent der Trockenmasse.  Vermutlich nicht der längere Stachel der Hornisse, sondern Acetylcholin, das weder im Bienengift noch im Hummel- oder Wespengift vorkommt, bewirkt bei der von einer Hornisse gestochenen Person ein höheres Schmerzempfinden. Im Gift der Orientalischen Hornisse (Vespa orientalis) wurden auch beträchtliche Mengen an Noradrenalin, Adrenalin, Dopamin und 5-Hydroxytryptamin gefunden.

### Peptide
Hier sind basische Polypeptide und Kinine zu erwähnen.
- Mastoparane, Peptide, die Mastzellen degranulieren, wobei Mastoparan-1 aber auch antibakterielle Eigenschaften gegen Gram-negative und Gram-positive Bakterien besitzt, die unter anderem auf eine Zerstörung der Bakterienmembran und eine dosisabhängige Neutralisierung von Lipopolysacchariden zurückzuführen sein dürfte.[6]
- Crabrolin[7]
- Die Hauptbestandteile des Giftes der Osteuropäischen Hornisse Vespa orientalis sind die hochmolekularen Proteine Orientotoxin-1 und Orientotoxin-2 sowie die niedermolekularen, Histamin freisetzenden Peptide HR-1, HR-2 und HR-3.[8]

### Enzyme
Phospholipase A und -B, Hyaluronidase sowie saure, alkalische und neutrale DNasen und Proteasen fallen in diese Gruppe; zusammen mit dem Antigen V sind diese Bestandteile des Giftes als Hauptallergene für die auch nach wiederholten Hornissenstichen auftretende Insektengiftallergie verantwortlich zu machen, unter der ungefähr 2 bis 3 Prozent der Bevölkerung zu leiden haben, die allerdings völlig losgelöst von einer Toxinwirkung betrachtet werden muss.
Das Allergenspektrum der Hornissen entspricht weitgehend dem der Wespen, so dass Allergiker auch ähnlich behandelt werden können.